# Kenmare
Kenmare (irisch An Neidín, „das Nestchen“) ist eine Landstadt in der Civil parish Kenmare (irisch Ceann Mara, „Meereskopf“) im Süden des Countys Kerry in der Republik Irland mit 2566 Einwohnern (Stand 2022). Sie ist stark vom Tourismus geprägt und ein guter Ausgangspunkt für Touren auf die Halbinseln Iveragh (Ring of Kerry) und Beara.
Die heutige Stadt wurde um 1670 von Sir William Petty als Siedlung für Prostestanten aus England und Wales gegründet. Um 1775 wurde die Stadt in ihrer heutigen Form durch  Sir William Petty, 1. Marquis of Lansdowne angelegt: Henry Street (benannt nach einem Sohn Williams) und William Street (heute Main Street) kreuzen sich in Form eines X. Zusammen mit der Shelbourne Street  bilden sie mit einem dreieckigen Marktplatz.
Die Besiedlung der Gegend ist wesentlich älter als die moderne Stadt. Am Ortsrand, am Ufer des Flüsschens Finnihy liegt Druid’s Circle, der Steinkreis von Kenmare mit 15 Steinen und einem Dolmen in der Mitte. Diese Kombination ist eine der größten ihrer Art in Südwestirland. Der Steinkreis von Dromagorteen liegt im Bonane Heritage Park östlich von Kenmare. Von den Wikingern wird gesagt, sie hätten die Gegend heimgesucht. Auf wikingischen Ursprung soll auch die Bezeichnung Head of the Sea für Kenmare zurückgehen, was ins Irische übersetzt Ceann Mara heißt. Daraus ist der englische Name Kenmare entstanden.
Weitere Sehenswürdigkeiten sind die kleine Cromwell’s Bridge und das Lansdowne Arms Hotel.

## Persönlichkeiten
- Patrick Gillman Bowen (1882–1940), Autor und Theosoph
- George Mayberry (1883–1961), Leichtathlet
- Patrick Connor (1906–1989), Politiker
- Charles Phibbs Jones (1906–1988), britischer General
- Thomas Foley (* 1979), Skirennläufer